# شهریبان کردی
شهریبان کردی (به ترکی استانبولی: Şehribana Kurdi) (زاده ۱۹۷۳ در ازمیر) خوانندۀ زن کُرد اهل ترکیه است. وی همراه شوهر و بچه‌هایش سالها در ازمیر زندگی می‌کرد و گویا هم‌اکنون در کشور آلمان زندگی می‌کند. شهریبان آثار ماندگاری از خود به جای گذاشته‌است به علت صراحت در گویش در بین جامعه کُرد از محبوبیت خاصی بر خوردار است.

## پیشینه
شهریبان در سال ۱۹۷۳ میلادی در شهر ازمیر ترکیه به دنیا آمد. وی فرزند بزرگ خانواده خویش می‌باشد. پدر وی کارمند دولت بوده‌است. خانواده پدری شهریبان اصالتاً از شهر قزل تپه (به معنای کوه طلا) واقع در استان کردنشین ماردین واقع در جنوب شرقی ترکیه می‌باشند. مادر وی از استان دیار بکر و از طایفه عمریان که یکی از بزرگترین طوایف ان منطقه و عمدتاً میافارقین یا سیلوانا می‌باشد.